# Партія народної свободи
«Партія народної свободи» («ПАРНАС») — офіційно зареєстрована в Росії та одна з найстаріших в сучасній Росії політична партія. Раніше мала назви Республіканська партія Росії (РПР) та Республіканська партія Росії — Партія народної свободи (РПР-ПАРНАС).

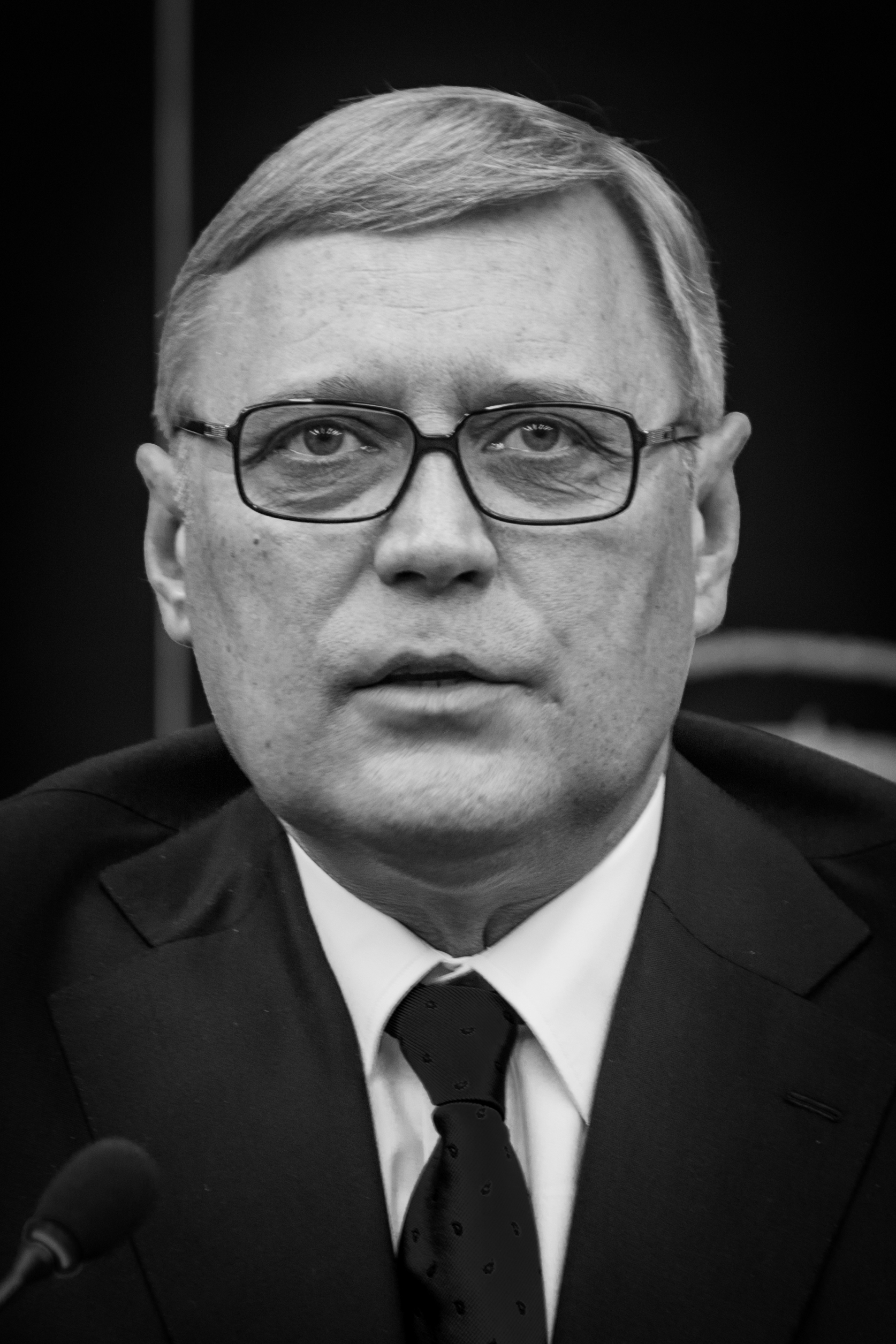
Голова партії Михайло Касьянов

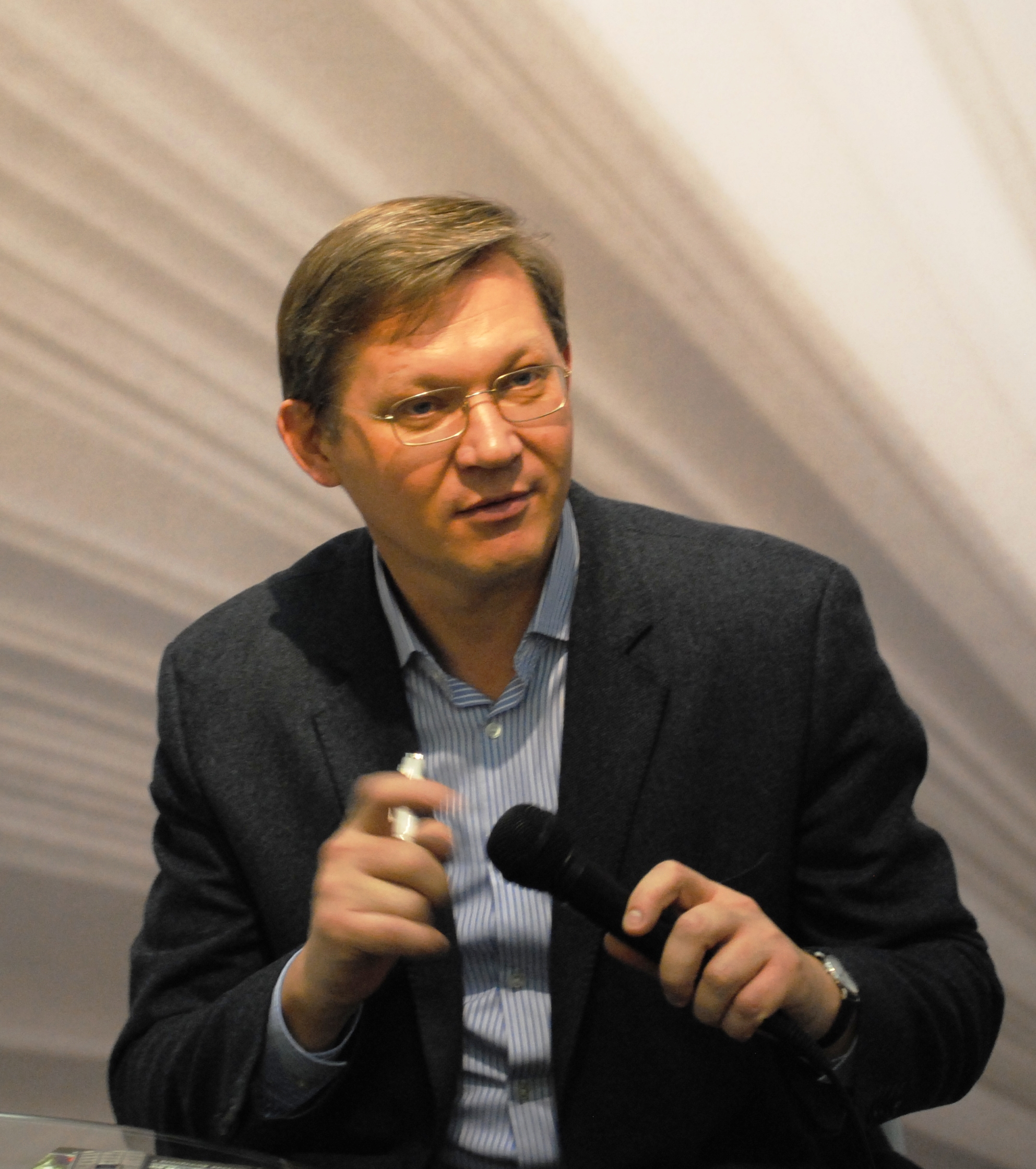
Співголова партії в 2006–2014 рр. Володимир Рижков

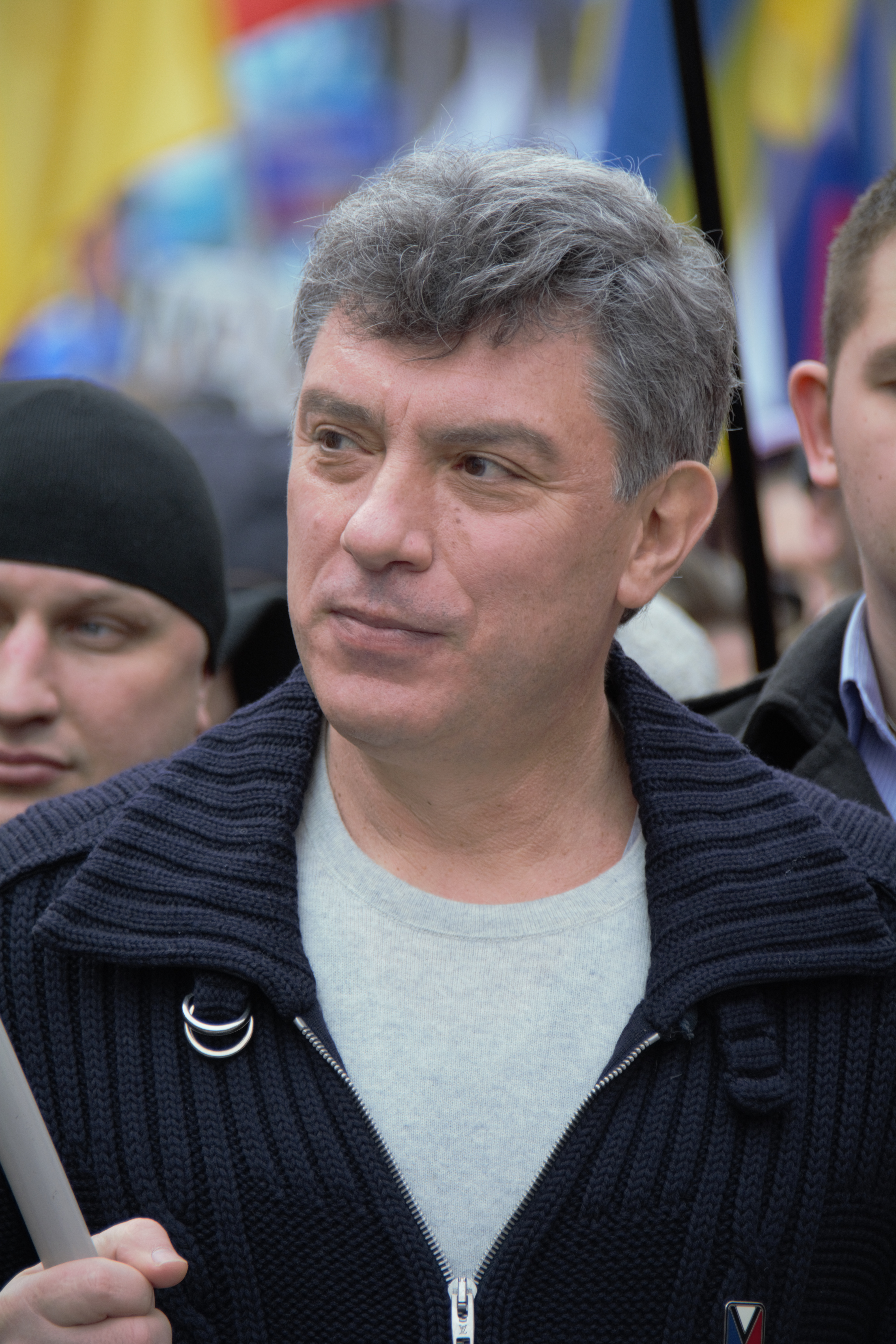
Співголова партії в 2012–2015 рр. Борис Нємцов

## Історія створення
Партія створена в листопаді 1990 на базі частини руху «Демократична платформа» в КПРС, чиї представники покинули партію через розбіжності з більшістю на XXVIII з'їзді. 14 березня 1991 Мін'юст РРФСР зареєстрував об'єднання «Республіканська партія Російської Федерації» (РПРФ), яке стало однією з трьох перших партій сучасної Росії. Партія була представлена в Держдумі 4-х скликань (у складі коаліцій і блоків). У 2000-х, об'єднавшись з рядом організацій, РПР збільшила свою чисельність, входила в коаліцію «Інша Росія» і брала участь в «Марші незгодних». У 2007 році партія була позбавлена реєстрації. У 2010 році РПР увійшла в коаліцію «За Росію без свавілля і корупції» (пізніше — партія «ПАРНАС»). У 2013 році стала повноправним членом Альянсу лібералів і демократів за Європу.
У 2011 році Європейський суд з прав людини визнав незаконним позбавлення реєстрації, і з 5 травня 2012 Мін'юст РФ повернув партії колишню держреєстрацію. Потім члени-активісти ПАРНАС вступили в Республіканську партію і 16 червня 15-й з'їзд об'єднаної опозиційної партії перейменував РПР в «РПР-ПАРНАС». 2 серпня Мін'юст Росії видав свідоцтво з новою назвою, а нові статут і програма партії офіційно вступили в силу. Таким чином, «РПР-ПАРНАС» — це фактично «Партія народної свободи», а юридично — РПР.

## Керівний орган
Співголови «РПР-ПАРНАС»: Володимир Рижков (2006–2014 рр.), Михайло Касьянов (з 2012 року) і Борис Нємцов (2012–2015 рр.). Колегіальний керівний орган: Федеральна політична рада з 45 осіб в основному з регіональних відділень (відповідальний секретар ФПС — Рижков). У Бюро ФПС обрані нинішні співголови, а також колишній співголова Валентина Мельникова, Ілля Яшин, Вадим Прохоров («Солідарність»), Сергій Алексашенко, Костянтин Мерзлікін і Олександр Берестнєв. Виконавчий директор партії: Михайло Шнейдер.

## Політична програма
У політичній декларації партії проголошується пріоритет прав і свобод людини і підкреслюється опозиційність до курсу Володимира Путіна.